# Domaine provincial de Kessel-Lo
 (février 2017).
Si vous disposez d'ouvrages ou d'articles de référence ou si vous connaissez des sites web de qualité traitant du thème abordé ici, merci de compléter l'article en donnant les références utiles à sa vérifiabilité et en les liant à la section « Notes et références ».
Le domaine provincial de Kessel-Lo (Provinciedomein Kessel-Lo en néerlandais) est un centre sportif et récréatif du Brabant flamand situé à Kessel-Lo, une commune fusionnée à la ville de Louvain. 
Ce parc familial est créé dans le début des années 1970 lorsque la province de Brabant achète un terrain aux alentours de l’abbaye de Vlierbeek, pour y aménager le domaine de Kessel-Lo.

## Loisirs
Superficie : environ 1 km2, dont un étang de pêche (payant par jour ou abonnement annuel) et un plus grand étang où il est loisible (avril jusque fin septembre) d'y faire du pédalo et/ou du bateau à rames (payants à la 1/2h).
Il a aussi été pensé pour les plus petits avec une grande plaine de jeux, un étang avec des petits bateaux électriques ainsi qu'une piste cyclable clôturée (go-karts et mini-vélos) mettant un point d'honneur au respect du code de la route (feux, panneaux, etc.).
Une piscine non couverte (payante) entourée d'espaces-détente (chaises-longues, parasols) est ouverte.

## Biodiversité
Depuis plusieurs années le domaine évolue. Sous l'impulsion du responsable de la maison écologique (Ecohuis en néerlandais) certains endroits ont été ré-aménagés et forment un véritable havre de paix pour la faune locale.
Libellules, papillons, insectes en tous genres ont retrouvé le chemin du domaine pour y virevolter de plus belle et ainsi provoquer l'émerveillement des petits et grands. En 2012, deux espèces rarissimes en Brabant-Flamand ont été découvertes par un observateur régulier : la Libellule fauve (Libellula fulva) qui ne vit que 10 jours approximativement et un papillon portant le nom d’Écaille chinée (Euplagia quadripunctaria). La découverte de ces deux nouvelles espèces récompense les efforts fournis par les collaborateurs en matière de préservation de l'écosystème local. 

### Famille des libellules observables
- Calopteryx splendens : Caloptéryx splendide ou Agrion éclatant (Weidebeekjuffer).
- Lestes viridis : Leste vert (Houtpantserjuffer).
- Coenagrion puella : Agrion jouvencelle (Azuurwaterjuffer).
- Erythromma viridulum : Naïade au corps vert (Kleine Roodoogjuffer).
- Ischnura elegans : Agrion élégant (Lantaarntje).
- Pyrrhosoma nymphula : Nymphe au corps de feu (Vuurjuffer).
- Anax imperator : Anax empereur (Grote Keizerlibel).
- Crocothemis erythraea : Libellule écarlate (Vuurlibel).
- Libellula depressa : Libellule déprimée (Platbuik).
- Orthetrum cancellatum : Orthétrum réticulé (Gewone Oeverlibel).
- Sympetrum striolatum : Sympétrum strié (Bruinrode Heidelibel).
- Libellula fulva : Libellule fauve (Bruine Korenbout).
- Platycnemis pennipes : Agrion à larges pattes (Blauwe Breedscheenjuffer).
- Aeshna mixta : Eschne mixte (Paardenbijter).
- Sympetrum sanguineum : Sympétrum rouge-sang (Bloedrode Heidelibel).
- Enallagma cyathigerum : Agrion porte-coupe (Watersnuffel).

### Famille des papillons
- Pieris brassicae : Piéride du chou (Groot koolwitje).
- Pieris rapae : Piéride de la rave (Klein koolwitje).
- Pieris napi : Piéride du navet (Klein geaderd witje).
- Antocharis cardamines : Aurore (Oranjetip).
- Vanessa atalanta : Vulcain (Atalanta).
- Aglais io : Paon du jour (Dagpauwoog).
- Aglais urticae : Petite tortue ou Vanesse de l'ortie (Kleine vos).
- Pararge aegeria : Tircis (Bont zandoogje).
- Aphantopus hyperantus : Tristan (Koevinkje).
- Maniola jurtina : Myrtil (Bruin zandoogje).
- Araschnia levana : Carte géographique (Landkaartje).
- Polygonia c-album : Robert-le-diable (Gehakkelde aurelia)
- Gonepteryx rhamni : Citron (Citroenvlinder).
- Euplagia quadripunctaria : Ecaille chinée (Spaanse vlag);